# Међе
Међе су насељено мјесто у општини Сребреница, Република Српска, БиХ. Према попису становништва из 1991. у насељу је живјело 217 становника.
Овдје се налази Манастир Карно.

## Становништво 1991.
Према попису становништва из 1991. године, мјесто је имало 217 становника.
| Демографија | Демографија | Демографија |
| Година      | Становника  | Становника  |
| ----------- | ----------- | ----------- |
| 1948.       | 460         |             |
| 1953.       | 519         |             |
| 1961.       | 555         |             |
| 1971.       | 371         |             |
| 1981.       | 295         |             |
| 1991.       | 217         |             |
| 2013.       | 61          |             |